# Liste der Bodendenkmale in Wettin-Löbejün
In der Liste der Bodendenkmale in Wettin-Löbejün sind alle Bodendenkmale der Stadt Wettin-Löbejün und ihrer Ortsteile aufgelistet. Grundlage ist die Veröffentlichung der Landesdenkmalliste mit Stand vom 25. Februar 2016.  Die Baudenkmale sind in der Liste der Kulturdenkmale in Wettin-Löbejün aufgeführt.
| Denkmal-ID | Fundart             | Ortsteil   | Bezeichnung                             | Zeitstellung | Lage                                                                        | Bemerkungen | Bild                                           |
| ---------- | ------------------- | ---------- | --------------------------------------- | ------------ | --------------------------------------------------------------------------- | --- | ---------------------------------------------- |
| 428300503  | Grabmal > Grabhügel | Brachwitz  | mehrere Grabhügel                       | undatiert    | 750 m nördlich vom Ort, Borns Berge ()                                      | im Bereich von zwei hohen Kuppen befindet sich eine einzelne, etwa 20–25 m große vorgelagerte Kuppe, welche ein Grabhügel sein könnte. Auf der größeren, langgezogenen Kuppe befinden sich weitere kleinere Anhöhen. |                                                |
| 428300061  | Grabmal > Grabhügel | Brachwitz  | zwei Hügelgräber Kirschberg             | Neolithikum  | 0,2 km östlich vom Ort (Lage)                                               | möglicherweise Kessel im Hügel 1 |                                                |
| 428300505  | Grabmal > Grabhügel | Brachwitz  | Grabhügel                               | undatiert    | am Schloßberg, 2 km nordöstlich vom Ort ()                                  | Im Umfeld der Stellen 428300505 und 506 gibt es mehrere Kuppen teilweise recht deutliche Porphyrkuppen, andere nicht eindeutig zuzuordnen.                                                                           |                                                |
| 428300506  | Grabmal > Grabhügel | Brachwitz  | mehrere Grabhügel                       | undatiert    | 2 km nördlich vom Ort, nördlich vom Schloßberg ()                           | Im Umfeld der Stellen 428300505 und 506 gibt es mehrere Kuppen teilweise recht deutliche Porphyrkuppen, andere nicht eindeutig zuzuordnen.                                                                           |                                                |
| 428300504  | Grabmal > Grabhügel | Brachwitz  | mehrere Grabhügel                       | undatiert    | 500 m nördlich vom Ort ()                                                   | vom Feldweg aus prägen sich mindestens drei deutliche Hügel vom Umfeld ab |                                                |
| 428300118  | Befestigung > Burg  | Brachwitz  | Spornburg „Zigeunerberg“                | Mittelalter  | 0,4 km östlich vom Ort (Lage)                                               | Befahrung durch Motocrossfahrzeuge |                                                |
| 428300501  | Grabmal > Grabhügel | Brachwitz  | Grabhügel                               | undatiert    | 1,25 km nördlich vom Ort ()                                                 | prägt sich deutlich aus dem Gelände heraus, längsovaler Hügel mit gut 2 m Höhe |                                                |
| 428300502  | Grabmal > Grabhügel | Brachwitz  | Grabhügel                               | undatiert    | 1,25 km nordöstlich vom Ort, südlich an der Straße nach Morl ()             | Auflage mit Steinschutt |                                                |
| 428300500  | besonderer Stein    | Brachwitz  | Bauernstein                             | undatiert    | historischer Ortskern, Platz an der Eiche (Lage)                            | vorgelagerte ‚Friedenseiche‘ (gepflanzt 1872), historisches Rechtsdenkmal mit Bauernstein |                                                |
| 428300499  | Grabmal > Grabhügel | Brachwitz  | mehrere Grabhügel                       | undatiert    | 2 km nördlich vom Ort, nördlich vom Schloßberg ()                           | große Kuppe im ‚Hintergrund‘ eindeutig Porphyrkuppe, davor kleinere, nicht so hohe Kuppe, welche ein Grabhügel sein könnte                                                                                           |                                                |
| 428300216  | besonderer Stein    | Dobis      | Bauernstein                             | undatiert    | Dorfzentrum, Verkehrsinsel vor dem Gasthof „Zur Weißen Wand“ (Lage)         | rechteckige Steinplatte mit Näpfchen, Sandstein |                                                |
| 428300218  | besonderer Stein    | Domnitz    | Bauernstein                             | undatiert    | Mittelstraße, Dorfplatz nordwestlich des Friedhofs unter einer Linde (Lage) | | Bauernstein Domnitz                            |
| 428300121  | Befestigung > Burg  | Gimritz    | Spornburg „Brüderling“                  | Mittelalter  | 0,8 km westlich vom Ort (Lage)                                              | Gelände fungiert als Viehweide und ist weiträumig mit Elektrozaun umgrenzt. |                                                |
| 428300518  | Grabmal > Grabhügel | Löbejün    | Grabhügel                               | undatiert    | am östlichen Ortsausgang ()                                                 | Diese Stelle befindet sich auf privatem Gelände. |                                                |
| 428300133  | Befestigung > Burg  | Löbejün    | flache Spornburg „Schanze“              | Mittelalter  | südlicher Ortsrand (Lage)                                                   | |                                                |
| 428300234  | besonderer Stein    | Nauendorf  | Bauernstein                             | undatiert    | Dorfzentrum am Bauernplatz (= Dr.-Wilhelm-Külz-Platz) (Lage)                | unbearbeiteter Porphyrblock |                                                |
| 428300136  | besonderer Stein    | Neutz      | Steinplatte, Näpfchenstein              | Mittelalter  | an der Kirche eingemauert (Lage)                                            | guter Zustand | Näpfchenstein in Neutz                         |
| 428300140  | Befestigung > Burg  | Rothenburg | Talrandburg ‚Alte Burg‘, ‚Sputinesburg‘ | Mittelalter  | nördlich über dem Ort (Lage)                                                | als Wanderweg an ‚entfernter Stelle‘ gekennzeichnet, Weg führt dann etwa 1 km um die Burg herum | Burgberg, Standort der ehemaligen Sputinesburg |
| 428300241  | besonderer Stein    | Rothenburg | Bauernstein                             | Mittelalter  | am Amtsberg, ca. 90 m nordöstlich der Kirche (Lage)                         | |                                                |
| 428300242  | besonderer Stein    | Schlettau  | Bauernstein Schlettau                   | undatiert    | Dorfplatz, auf kleiner Rasenfläche (Lage)                                   | |                                                |
| 428300529  | besonderer Stein    | Wettin     | besonderer Stein                        | Neolithikum  | südwestlich vom Ort, südlich der Lauchenberge ()                            | Richtung Wettin sind in sichtbaren Abständen Lagesteine (Porphyre mit Kreuz) festzustellen. |                                                |
| 428300148  | Befestigung > Burg  | Wettin     | Sporn- und Gipfelburg                   | Mittelalter  | südlicher Teil der Ortslage (Lage)                                          | Ober- und Unterburg durch Guts- und Schlossbauten verändert |                                                |
| 428300150  | Grabmal > Grabhügel | Wettin     | zwei Hügelgräber                        | Neolithikum  | Lobitzer Berg, 1,2 km nordwestlich vom Ort, Gruppe von zwei Hügeln (Lage)   | es befinden sich mehrere Geländeanhöhen auf dem Geländerücken |                                                |
| 428300122  | Grabmal > Grabhügel | Wettin     | sieben Hügelgräber Teichberge           | Neolithikum  | 1,0 km östlich vom Ort, Richtung Gimritz (Lage)                             | Gruppe von sieben Hügeln, ein Hügel mit Stele |                                                |
| 428300149  | Grabmal > Grabhügel | Wettin     | zwei Hügelgräber Krähenberg             | Neolithikum  | 1,0 km nordwestlich vom Ort, Gruppe von zwei Hügeln (Lage)                  | zwei aneinander stehende langovale Hügel je etwa 20 – 40 m – Motocross/Fahrradstrecke/Rodelbahn |                                                |